# Dunkirk, Kent
Dunkirk är en ort och civil parish i grevskapet Kent i sydöstra England. Orten ligger i distriktet Swale, cirka 6,5 kilometer sydost om Faversham och cirka 7,5 kilometer väster om Canterbury. Tätorten (built-up area) hade 298 invånare vid folkräkningen år 2021.